# شهرستان گوانگراو
شهرستان گوانگراو (به لاتین: Guangrao County) یک منطقهٔ مسکونی در چین است که در دونجینگ (شاندونگ) واقع شده‌است. شهرستان گوانگراو ۱۲ متر بالاتر از سطح دریا واقع شده‌است.